# Dopamine
Dopamine of 2-(3,4-dihydroxyfenyl)ethaanamine (IUPAC-naam) is een catecholamine dat fungeert als neurotransmitter (en soms als hormoon) op verschillende plaatsen in het lichaam van mensen en dieren. De naam is een afkorting van de IUPAC-naam, waarbij de f in het Engels een p wordt.
Dopamine kan uit het aminozuur tyrosine worden gevormd. De eerste stap hierbij is de omzetting van tyrosine in levodopa door het enzym tyrosinehydroxylase. Vervolgens wordt deze stof gedecarboxyleerd door het enzym DOPA-decarboxylase en ontstaat dopamine. Het komt in het menselijk en dierlijk organisme ook voor als een precursor van de hormonen adrenaline en noradrenaline, dat daaruit door hydroxylering kan ontstaan. 
Het speelt een belangrijke rol in door beloning gemotiveerd gedrag bij executieve functies, motivatie, opwinding, bekrachtiging en beloning. Dopamine heeft ook effect in de hersenen op motorische controle evenals op lagere functies waaronder borstvoeding, seksuele opwinding en misselijkheid. Dopamine is in de populaire cultuur en media de neurotransmitter voor het ervaren van geluk, genot, blijdschap en welzijn.
In de hersenen zijn zenuwbanen aanwezig die gevoelig zijn voor deze transmitter zoals de voorhoofdskwab en de basale ganglia. De afbraak gaat door middel van de enzymen monoamino-oxidase en aldehydroxydase en hierbij ontstaat homovanillinezuur. Ook kan dopamine in het bijniermerg omgezet worden in noradrenaline door het enzym dopaminehydroxylase en vervolgens kan noradrenaline weer gemethyleerd worden tot adrenaline.

## Anatomie van dopaminerge circuits
Er zijn in de hersenen verschillende dopaminerge circuits gevonden:
- Het nigrostriatale circuit. Dit circuit is vooral betrokken bij de regulatie van motoriek. Het loopt van middenhersenen in de substantia nigra specifiek vanuit de pars compacta naar het dorsale deel van het striatum naar de frontale hersengebieden.
- Het mesolimbische circuit. Dit circuit heeft vooral een functie bij de regulatie van emotioneel gedrag, in het bijzonder gedrag dat bepaald wordt door beloningssysteem. Het ontspringt in kerngroepen van het tegmentum en projecteert via het ventrale deel van het striatum (de zogeheten nucleus accumbens) naar structuren in de frontale hersenen die deel uitmaken van het limbische systeem (zoals de cortex cingularis anterior).
- Het mesocorticale circuit. Ook dit circuit heeft zijn oorsprong in de area tegmentalis ventralis, en projecteert naar de cortex orbitofrontalis en de cortex cingularis anterior in de frontale hersenen.
- De cortex orbitofrontalis is eveneens onderdeel van het limbische systeem, en speelt een rol bij motivatie en emotionele reacties.
- Het achterste deel van de hypothalamus heeft dopamineneuronen die naar het ruggenmerg uitsteken
- De nucleus arcuatus en de nucleus periventricularis in de hypothalamus naar de hypofyse en remt zo de afscheiding van prolactine
- De zona incerta in de hypothalamus stimuleert de afgifte van gonadotropin-releasing hormone nodig om de ontwikkeling van het mannelijke en vrouwelijke voortplantingssysteem

De fysiologische effecten van dopamine zijn afhankelijk van binding aan een van vijf verschillende subtypen van dopaminereceptoren, waarvan de D1- en D2-receptoren de meest bekende zijn. Deze hebben verschillende locaties in de hersenen. D1-receptoren worden bijvoorbeeld in het striatum en neocortex aangetroffen en D2-receptoren vooral in het striatum en het limbische systeem.
Drugs als cocaïne en medicatie zoals methylfenidaat remmen de presynaptische heropname van dopamine, waardoor er meer dopamine in de synapsspleet overblijft en er een overstimulatie van de dopaminebanen (vooral het mesolimbische circuit) plaatsvindt. Deze drugs stimuleren eveneens zogeheten opiaatreceptoren. Hun cellen hebben de eigenschap dat zij de remmende werking van bepaalde neurotransmitters (zoals GABA) opheffen.
De dopaminetransporter neemt de vrije dopamine in synaptische spleet weer op in de aanvoerende zenuwvezel, verlaagt de concentratie en regelt dus dat de impuls stopt.

## Dopamine, effect en cognitieve prestatie
Een positief affect, zoals een prettig gevoel na beloning, blijkt een gunstige uitwerking te hebben op cognitieve prestaties. Volgens de theorie van Ashby speelt hierbij een circuit in de hersenen een rol waarbij dopamine wordt vrijgemaakt in de basale ganglia en vervolgens wordt getransporteerd naar de frontale hersengebieden, en stuurt het beloninggemotiveerd leren en gedrag. 
Dopamine wordt het meest afgegeven bij het invullen van verlangen en motiveert consumerend, hedonistisch, gedrag. Dopamineafgifte is ook afhankelijk van beloningen die onverwacht zijn of groter zijn dan verwacht. Hoge dopaminegehalten leiden tot hoge niveaus van motorische activiteit en impulsief gedrag. 
Dopamine werkt vervolgens ook als een 'leer'-signaal. Na een actie met een toename van de dopamineactiviteit, wordt het basale gangliacircuit gewijzigd zodat eenzelfde reactie gemakkelijker kan worden opgeroepen indien soortgelijke situaties zich voordoen. Dit is een vorm van operante conditionering.
De basale ganglia en dopamine spelen een centrale rol bij de theorie van 'actie'-selectie. Wanneer een persoon of dier zich in een situatie bevindt waarin meerdere gedragingen mogelijk zijn bepaalt de activiteit in de basale ganglia welke van hen wordt uitgevoerd, door die reactie los te laten van remming terwijl ze blijven remmen. Basale ganglia en dopamine zijn in dit model verantwoordelijk voor het initiëren van gedrag; ze vormen in wezen een besluitvormingssysteem.

## Dopamine en aandoeningen
Mensen met de ziekte van Parkinson hebben een tekort aan dopamine. Hierbij is vooral het nigrostriate circuit betrokken. Omdat dopamine niet rechtstreeks door de hersenen opgenomen kan worden, wordt als medicijn de dopamineprecursor levodopa gebruikt. Uit de levodopa in het bloed kan het lichaam zelf dan meer dopamine in de hersenen maken. 
In het boek Awakenings (Oliver Sacks, 1973) en de verfilming daarvan (Penny Marshall, 1990) wordt het effect van levodopa als geneesmiddel bij een zeldzaam ziektebeeld encephalitis lethargica (epidemische slaapziekte) beschreven.
Ook bij normale veroudering is er sprake van een verminderde werking van dopamine, zowel in de basale ganglia als in projecties naar het limbische systeem en de prefrontale cortex. Men vermoedt dat dit gevolgen heeft voor de achteruitgang van complexe motorische en cognitieve functies op hoge leeftijd.
Ook bij ADHD is er waarschijnlijk sprake van een onbalans van dopamine. Medicatie is onder andere de agonist dextro-amfetamine en heropnameremmer methylfenidaat.
Dopamine speelt tevens een rol bij schizofrenie en psychose. In de hersenen van schizofrenen zijn na autopsie lage concentraties D2-receptoren gevonden in onder andere het striatum. Volgens Weinberger spelen vooral over- en onderactivaties van respectievelijk het mesolimbische en het mesocorticale circuit een rol bij twee van de meest kenmerkende aspecten van schizofrenie, namelijk de zogenaamde positieve -en negatieve symptomen. Het antipsychoticum amisulpride een dopamine-receptor-antagonist wordt gebruikt om dit te behandelen.
Dopamine is niet de enige neurotransmitter die een rol speelt bij schizofrenie. Acetylcholine en serotonine spelen ook een rol, zoals blijkt uit het werkingsmechanisme van het atypisch antipsychoticum clozapine. Het belang van de neurotransmitters GABA en glutamaat blijkt uit onderzoek naar de ontwikkeling van nieuwe geneesmiddelen voor de behandeling van schizofrenie.
In de hersenen van extraverten blijkt bij prikkels als beloning sprake van een relatief sterke reactie van dopamine.

## Dopamine en verslaving
Dopaminemetingen bij verslaafden laten een verstoorde dopaminebalans zien. Als een verslaafde zijn middel gebruikt, maakt hij meer dopamine aan dan een niet-verslaafde.
Een geneesmiddel hiervoor ontwikkeld is bijvoorbeeld Bupropion, een selectieve remmer van de neuronale heropname van dopamine en noradrenaline, gebruikt ter ondersteuning van het stoppen met roken.
acetylcholine (ACh) · adrenaline · anandamide · aspartaat (Asp) · β-lipoproteïne · bombesine · cholecystokinine (CCK) · corticotropine (ACTH) · dopamine (DA) · dynorfine · endorfine · enkefaline · γ-aminoboterzuur (GABA) · glutamaat (Glu) · glycine (Gly) · histamine · leumorfine · motiline · neurofysine I · neurofysine II · neurokinine A · neurokinine B · neuropeptide A · neuropeptide γ · neuropeptide Y · noradrenaline · peptide YY · serotonine (5-HT) · stikstofoxide (NO) · substantie P